# المان (السدة)

تعديل مصدري - تعديل

المان هي إحدى قرى عزلة وادي عصام بمديرية السدة التابعة لمحافظة إب، بلغ تعداد سكانها 625 نسمة حسب تعداد اليمن لعام 2004.